# Tecnología de olor digital
Tecnología de olor digital (o tecnología olfatoria) es una disciplina de la ingeniería que trata la representación olfativa u olfatoria. Esta tecnología permite notar , transmitir y recibir fragancias de medios de comunicación digitales habilitados específicamente para ello (como páginas web, videojuegos, películas y música). La detección funciona utilizando olfatómetros y narices electrónicas.

## Historia
A finales de los años 50, Hans Laube inventó Olor-O-Visión, un sistema que liberó olores durante la proyección de una película, creada expresamente para el invento, de modo que el espectador podía "oler" lo que pasaba en la película. El Olor-O-Visión compitió en tiempo y forma con AromaRama, un sistema similar inventado por Charles Weiss, que emitía fragancias a través del sistema de aire acondicionado de los teatros. La revista Variety  bautizó la competición entre ambos sistemas como "la batalla de los olores".
Olor-Visión no obtuvo los resultados esperados. Según una reseña de la revista Variety sobre la película en la que se puso en marcha el invento Scent of Mystery (1960), los aromas que fueron liberados distrajeron a los espectadores de la sala por culpa del ruido de las máquinas que debían liberar los olores.

### 1990–2000
En 1999, la empresa DigiScents desarrolló un dispositivo periférico para computadoras al que llamó iSmell, el cual estuvo diseñado para emitir un olor cuándo un usuario visitaba un sitio de web o abría un correo electrónico. El dispositivo contenía un cartucho con 128 "olores primarios", que podría ser mezclado para replicar olores naturales y fragancias creadas por el hombre. DigiScents indexó miles de olores comunes que podían ser digitizados y embebidos en páginas web o correo electrónico. Después de que recibir una inversión de $20 millones, DigiScents tuvo que cerrar en 2001 al ser incapaz de obtener inversiones adicionales.
En 2000, AromaJet desarrolló un prototipo de dispositivo que genera fragancias al que llamó Pinoke. Ningún anuncio nuevo ha sido hecho desde entonces.
En 2003, TriSenx (fundado en 1999) lanzó un dispositivo que genera fragancias al que llamó Scent Dome. Fue probado en Reino Unido en el año 2004 por el proveedor de servicios de internet Telewest. Este dispositivo tenía la medida de una taza de té y podía generar hasta 60 olores diferentes. Las computadoras equipadas con una unidad Scent Dome utilizaban software para reconocer los códigos de identificación de olores incorporados en un correo electrónico o página web.
En 2004, Tsuji Wellness y Telecomunicación de Francia desarrolló un dispositivo que genera fragancias al que llamó Kaori Web, el cual venía con 6 cartuchos de olores diferentes. La empresa japonesa, K-Opticom, colocó unidades especiales de este dispositivo en sus cafeterías de internet y otros locales, de forma experimental, hasta marzo de 2005. También en 2004, el inventor indio Sandeep Gupta fundó SAV Productos, LLC mostró un prototipo de dispositivo que genera fragancias. Fue presentado en el CES de 2005.
En 2005, investigadores de la Universidad de Huelva (España) anunciaron el desarrolló XML Olor, un protocolo XML en un intento de transmitir la composición de un olores en formato digital. Los investigadores anunciaron el desarrollo de un dispositivo que pudiera generar fragancias de tamaño reducido. También en 2005, Thanko lanzó P@d Generador de Aroma, un dispositivo de USB que contiene 3 cartuchos para diferentes olores.
En 2005,  investigadores japoneses anunciaron que están trabajando en una 3D televisión con tacto y olor que sería comercialmente disponible en el mercado por el año 2020.

### 2010-2016
Durante la feria ThinkNext de 2010, la compañía israelí Scentcom presentó una demo de su dispositivo que genera fragancias.
En junio de 2011, una nota de prensa de la Universidad de California, San Diego Jacobs de la escuela de Ingeniería publicó un proyecto en Angewandte Chemie  describiendo una optimización y miniaturización de un componente que puede seleccionar fragancias que liberen 10,000 olores.  Pensado para ser parte de una solución de fragancias digitales en Televisiones y teléfonos.
En octubre de 2012, Aromajoin, una compañía japonesa, liberó un pequeño producto Aroma llamado Aroma Shooter que contiene 6 fragancias de tipo sólido diferentes.
En marzo de 2013, un grupo de investigadores japoneses descubrió una invención de prototipo bautizaron "smelling screen".  El dispositivo combina una pantalla digital con cuatro pequeños sensores que emiten olores a un sitio concreto de la pantalla. Los sensores operan en una velocidad muy baja, haciéndolo difícil para el usuario para percibir el flujo de aire (airflow); en cambio el usuario percibe el olor como llegado directamente desde fuera de la pantalla y del objeto mostrado en aquella ubicación.
En julio de 2013, Raul Porcar (España), ingeniero, desarrolla y patenta Olorama Technology, un sistema compacto que tiene como objetivo incorporar a las películas, Realidad Virtual, y cualquier tipo de experiencia audiovisual los olores.:
En diciembre de 2013 Amos Porat inventor y CTO de Scent2you , una compañía de Israel ha construido varios prototipos que puede controlar fragancias.
En GDC 2015, FeelReal presntó su generador de olor VR periférico.
En 2016 Surina Hariri, Nur Ain Mustafa, Kasun Karunanayaka y Adrian David Cheok de Imagineering Instituto, Iskandar Puteri, Malasia experimentó con estimulación Eléctrica de los receptores olfatorios.
En el CEATEC de 2016, la compañía Aromajoin descubrió el primer wearable dispositivo de fragancia denominado Aroma Shooter Mini, los cuales pueden ser conectados y controlados desde ordenadores personales y teléfonos inteligentes. Además, la compañía también presentó una aplicación en el evento llamada AromaMessage.
En el III Premio Internacional a la Innovación Cultural del CCCB (Centro de Cultura Contemporánea de Barcelona) que tenía como eje temático el Repensar Internet desde la cultura, el proyecto "¿A qué huele Internet?" resultó finalista al plantear diferentes maneras de concienciarnos y afrontar los retos que implica el presente-futuro de Internet.

## Retos actuales
Los obstáculos actuales para la adopción general de estas técnica incluyen el tiempo y la distribución de los olores, disponer de una comprensión fundamental de la percepción olfativa humana así como los peligros que pueden representar para la salud los olores sintéticos.